# Пиров
Пиров (њем. Pirow) општина је у њемачкој савезној држави Бранденбург. Једно је од 26 општинских средишта округа Пригниц. Према процјени из 2010. у општини је живјело 488 становника. Посједује регионалну шифру (AGS) 12070300.

## Географски и демографски подаци
Пиров се налази у савезној држави Бранденбург у округу Пригниц. Општина се налази на надморској висини од 56 метара. Површина општине износи 37,4 km². У самом мјесту је, према процјени из 2010. године, живјело 488 становника. Просјечна густина становништва износи 13 становника/km².